# 国際連合安全保障理事会決議2623
国際連合安全保障理事会決議2623（こくさいれんごうあんぜんほしょうりじかいけつぎ2623、英: United Nations Security Council Resolution 2623）は、2022年2月27日に国際連合安全保障理事会で採択された、ロシアのウクライナ侵攻に関する国際連合緊急特別総会を開催するための決議である。この安保理決議は手続き事項であるため常任理事国は拒否権を行使できない。ロシアが反対し、中国、インド、アラブ首長国連邦が棄権した。

## 根拠
1950年11月3日に採択された平和のための結集決議（国連総会決議377 A）において、国際的な平和と安全を維持する必要があるにもかかわらず、常任理事国5ヶ国の不一致で安保理が機能しない場合、ただちに総会が問題を検討し、加盟国に対して、必要に応じて武力を行使することも含めて、国際的な平和と安全の維持と回復のための集団的措置について適切な勧告を行うことができるとされている。
平和のための結集決議が発動したのは13回目である（安保理による発動は8回目）。

## 採決
| 賛成 (11) | 棄権 (3)                           | 反対 (1) |
| --- | ---------------------------------- | -------- |
| - アルバニア - ブラジル - フランス - ガボン - ガーナ - アイルランド - ケニア - メキシコ - ノルウェー - イギリス - アメリカ合衆国 | - 中国 - インド - アラブ首長国連邦 | - ロシア |

- 太字は常任理事国。